# King George IV Ecological Reserve
Die King George IV Ecological Reserve ist ein Naturschutzgebiet auf der zur kanadischen Provinz Neufundland und Labrador gehörenden Insel Neufundland. Es wurde 1984 als provisorisches Reservat eingerichtet. 1997 erhielt das Schutzgebiet seinen heutigen Status.

## Lage
Das 18,4 km² große Schutzgebiet befindet sich am Oberlauf des Lloyds River im Südwesten von Neufundland. Es umfasst die Mündung des Lloyds River sowie eines namenlosen Flusses in das Südufer des King George IV Lake. 65 km südlich befindet sich die Gemeinde Burgeo. Die Route 480 verläuft 10 km östlich am Schutzgebiet vorbei.

## Fauna
Kern des Schutzgebietes ist eine Fläche aus Süßwasser-Marschland, das sich über den Mündungsbereich der Flüsse in den King George IV Lake erstreckt. Dieses bietet Brutplätze für verschiedene Gänsevögel und Enten wie Kanadagans, Dunkelente, Anas carolinensis, Schellente und Ringschnabelente. Außerdem bildet das Schutzgebiet einen wichtigen Lebensraum für die La Poile-Karibu-Herde. Diese bestand im Jahr 2004 aus etwa 3000 Tieren.

## Flora
Im Schutzgebiet gedeihen verschiedene Torfmoose. Die King George IV Ecological Reserve ist zum Teil bewaldet. Es kommen Balsam-Tanne und Schwarz-Fichte vor.